# Constitutieve autonomie
Constitutieve autonomie is de term die in België gebruikt wordt om de bevoegdheden van de gemeenschappen en gewesten aangaande de inrichting van hun eigen instelling aan te duiden. Dit is een grondwetgevende bevoegdheid, binnen de perken van de bijzondere wet tot hervorming der instellingen.

## Staatshervormingen
De Belgische staatshervorming is centrifugaal: sedert 1970 heeft de unitaire Staat in 6 "staatshervormingen" (1978-1973, 1980, 1988-1989, 1993, 2001, 2014) gedeeltelijk bepaalde bevoegdheden afgestaan aan drie soorten deelgebieden, meer bepaald Gemeenschappen (Vlaamse Gemeenschap, Franse Gemeenschap en Duitstalige Gemeenschap), Gewesten (Vlaams Gewest, Waals Gewest en Brussels Hoofdstedelijk Gewest) alsook aan de Gemeenschappelijke Gemeenschapscommissie). Dit verklaart waarom de constitutionele regels van die deelstaten geregeld zijn in federale normen, zoals de Belgische Grondwet, de Bijzondere Wet van 8 augustus 1980 tot Hervorming der Instellingen en de Bijzondere Wet van 12 januari 1989 met betrekking tot de Brusselse Instellingen. Bij centripetale federale staten (zoals de Verenigde Staten en Duitsland) hebben de deelstaten eerder zelf een eigen Grondwet waarin de instellingen van de deelstaat worden bepaald.
In 1993 werd het huidige Artikel 118 ingevoegd in de Grondwet, waardoor de Vlaamse Gemeenschap (waarmee het Vlaams Gewest institutioneel is samengevoegd), de Franse Gemeenschap en het Waals Gewest enige vorm van constitutieve autonomie verkregen.
Als deel van het Vlinderakkoord (vooral als eis van de Franstaligen) verkregen in 2012 ook de Duitstalige Gemeenschap en het Brussels Hoofdstedelijk Gewest deze autonomie, bij die laatste op voorwaarde dat er een meerderheid is in beide taalgroepen (dus minstens 9 van de 17 Nederlandstaligen en minstens 37 van de 72 Franstaligen). Tegelijk werd de bestaande constitutieve autonomie van de Vlaamse Gemeenschap, het Waals Gewest en de Franse Gemeenschap uitgebreid.
Met het bijzonder decreet van 30 mei 2016 oefende de Duitstalige Gemeenschap voor de eerste keer haar constitutieve autonomie uit. Er werd onder meer een onverenigbaarheid tussen het ambt van burgemeester en parlementslid ingevoerd.
Aan de Gemeenschappelijke Gemeenschapscommissie werd daarentegen geen constitutieve autonomie toegekend.

## Betekenis
De deelstaten (gemeenschappen en gewesten) kunnen hun instellingen nu gedeeltelijk zelf regelen, nl. wat betreft de verkiezing, samenstelling en werking van hun parlement en de samenstelling en werking van hun regering.  Meer concreet kunnen zij volgende maatregelen nemen:
- wijziging van de kieskringen en hun hoofdplaats
  - het Vlaams en Waals Parlement kunnen een gewestelijke kieskring invoeren, het equivalent van een federale kieskring (dus geen mogelijkheid tot gemeenschapskieskring ondanks dat de constitutieve autonomie aan Vlaamse kant voor de Vlaamse Gemeenschap geldt)
- wijziging van het aantal parlementsleden
- aspecten van het kiesstelsel, mits naleving van een aantal principes zoals de evenredige vertegenwoordiging
- aangelegenheden met betrekking tot de werking van het parlement
- het betrekken van rechtstreeks verkozen senatoren bij hun werkzaamheden
- het recht van onderzoek
- het aantal regeringsleden
- onverenigbaarheden tussen een regeringsfunctie en andere mandaten
- werking van de regering en de verhouding tot het parlement
- de vergaderingen van de leden van het parlement en de regering
- de vergoeding van de leden van de regering

Het uitoefenen van deze bevoegdheden moet gebeuren bij bijzonder decreet, dat wil zeggen met een bijzondere meerderheid: 2/3 van de uitgebrachte stemmen moeten voor het decreet stemmen, op voorwaarde dat de meerderheid van de leden aanwezig is. Voor het Brussels Hoofdstedelijk Gewest moet er ook een meerderheid zijn in beide taalgroepen (dus minstens 9 van de 17 Nederlandstaligen en minstens 37 van de 72 Franstaligen).

### Legislatuurperiode en verkiezingsdatum
Momenteel vallen de Europese en deelstaatverkiezingen automatisch samen op basis van artikel 117 van de Grondwet. Artikel 118 van de Grondwet bepaalt sinds 2014 ook dat een bijzondere wet (of een gewone wet voor de Duitstalige Gemeenschap) de Gemeenschaps- en Gewestparlementen de bevoegdheid kan toevertrouwen om elk voor zich, bij bijzonder decreet, de duur van hun zittingsperiode en de datum van de verkiezing van hun parlement te regelen. Echter moet deze bepaling nog in werking treden met een bijzondere wet, samenhangend met de inwerkingtreding van artikel 46, zesde lid, en artikel 65, derde lid, die samenvallende Europese en federale verkiezingen vastleggen.